# Periclitena
Periclitena là một chi bọ cánh cứng trong họ Chrysomelidae.
Chi này được miêu tả khoa học năm 1902 bởi Weise.

## Các loài
Các loài trong chi này gồm:
- Periclitena cyanea (Clark, 1865)
- Periclitena fulvicollis Samoderzhenkov, 1988
- Periclitena limbata Laboissiere, 1929
- Periclitena melancholica (Baly, 1864)
- Periclitena sinensis (Fairmaire, 1888)
- Periclitena vigorsi (Hope, 1831)